# Maria Anuncjata Karolina Bonaparte
Maria Anuncjata Karolina Bonaparte (fr. Marie-Annonciade Caroline, Altesse Impériale et Royale), znana jako Karolina (ur. 25 marca 1782 w Ajaccio, zm. 18 maja 1839 we Florencji) – siódme, przedostatnie dziecko (trzecia, najmłodsza córka) Karola Marii Buonapartego i Letycji, najmłodsza siostra Napoleona I, żona Joachima Murata, królowa Neapolu 1808–1815.

## Życiorys
W roku 1793 Letycja wraz z trójką najmłodszych dzieci uciekła z Korsyki do Francji. Wkrótce zaczęła się wielka kariera jej syna Napoleona i Letycja mogła przenieść się z Marsylii, gdzie utrzymywała się przyjmując pranie pościeli i bielizny, do Paryża.

### Małżeństwo
W nowej rezydencji Bonapartych – Pałacu Elizejskim – w Paryżu Karolina poznała w roku 1799 Joachima Murata i poślubiła go 20 stycznia 1800 r. Joachim Murat jeszcze przed ślubem z Karoliną zabiegał o względy Bonapartów, włącznie z Józefiną, żoną Napoleona Bonaparte, która wspierała jego zaloty do Karoliny i pozwalała spotykać się Karolinie z nim w swoim domu. Ówczesny pierwszy konsul Napoleon chciał, by jego siostra poślubiła przydatnego politycznie generała, takiego jak Moreau czy Lannes. Poza tym Murat, jak uważał przyszły cesarz, był zbyt niskiego urodzenia. Jego bracia zgodzili się z tym. Próby wyperswadowania Karolinie związku z Muratem również spełzły na niczym.
Ostatecznie przyszła cesarzowa Józefina w nadziei, że zdobędzie sojusznika, przekonała męża do wyrażenia zgody. Ślub, ceremonia cywilna, odbył się w Pałacu Luksemburskim w obecności całego rodu Bonapartów. Następnego dnia w Mortefontaine odbyło się przyjęcie. Bracia Karoliny dali jej w posagu 40 000 franków w złocie wraz z wyszukaną wyprawą i biżuterią wartą 12 000 franków.

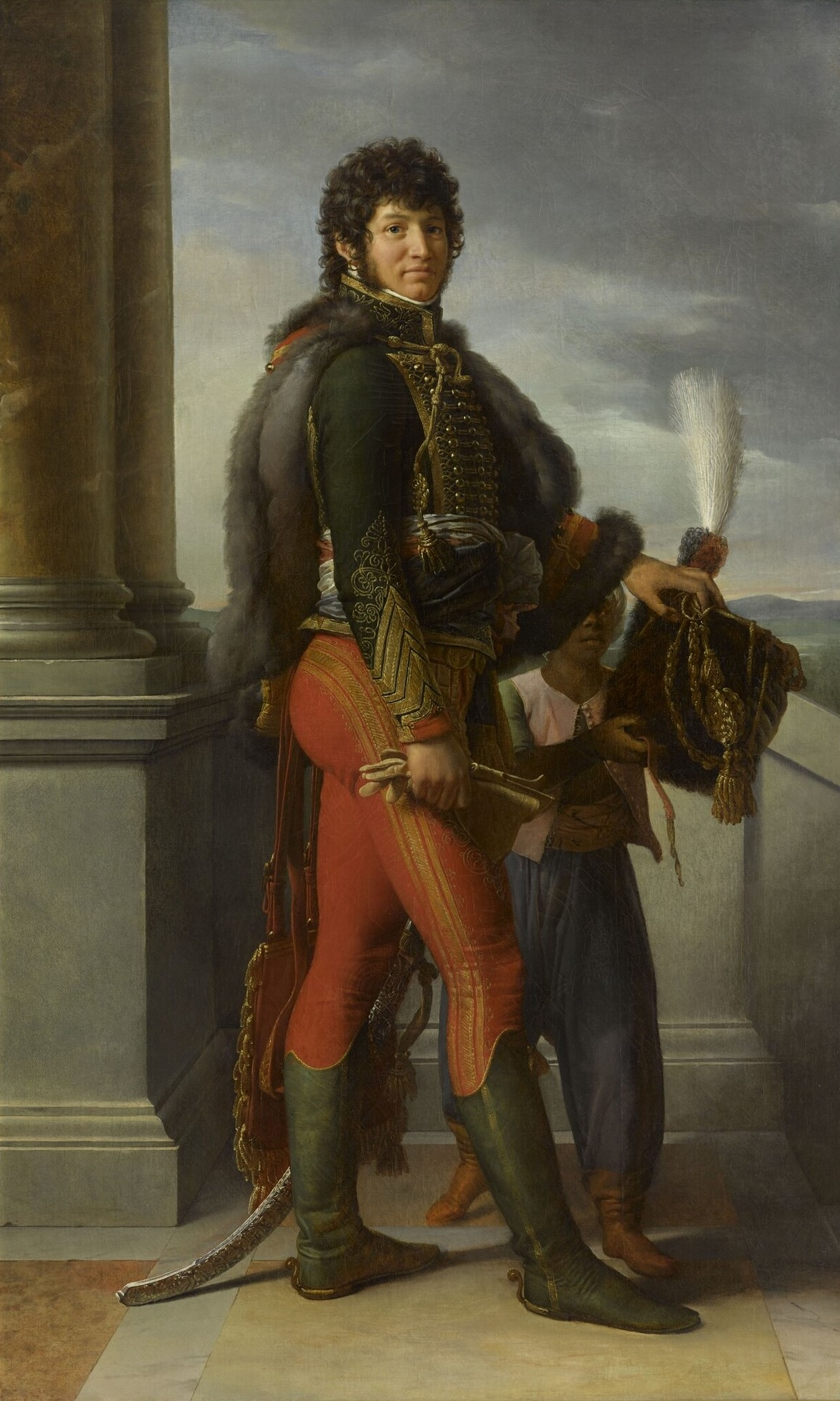
Joachim Murat, mąż Karoliny, (1801) rok.

Od samego początku ich małżeństwa Karolina, która składała częste wizyty w Paryżu, prawdopodobnie dyskretnie była mu niewierna – podobnie jak on jej, ale mniej dyskretnie. W czerwcu 1800 roku Lucjan Bonaparte doniósł swojemu bratu Józefowi w liście, że siostra udawała przed generałem, iż zatrzymała się w domu brata, ale w rzeczywistości mieszkała w stolicy gdzie indziej. Lucjan nie ujawnił nazwiska tajemniczego kochanka siostry. Jednak małżeństwo przetrwało i podczas pobytu w Mediolanie Karolina mieszkała z Muratem jak członek rodziny królewskiej we wspaniałym pałacu. Co więcej, szybko postarali się o dzieci, dwóch chłopców i dziewczynkę, które Karolina często zabierała do ich domu w Paryżu, z wielkimi salonami, wiecznie pełnymi błyskotliwych oficerów kawalerii, przypochlebiających się niskiej żonie swojego dowódcy. W styczniu 1804 roku Murat został mianowany wojskowym gubernatorem Paryża, z odpowiednio większymi poborami, i natychmiast zatrudnił najlepszego kucharza w stolicy.
Karolina otrzymała własny portret autorstwa zasłużonej malarki rodziny królewskiej, pani Élisabeth Vigée-Lebrun, która wtedy znowu stała się bardzo modna, którą Karolina doprowadzała do wściekłości. Fryzjerzy i krawcy ciągle przerywali sesję, żeby poprawić wygląd pani Murat, co zdenerwowało artystkę, która, oprócz tej zniewagi, została jeszcze zmuszona do przyjęcia tylko połowy swojego zwykłego honorarium. Przyjaciółka ostatniej królowej Marii Antoniny i Marii Karoliny Neapolitańskiej opowiada w swoich pamiętnikach, że po ostatniej sesji, specjalnie głośno, tak by Karolina usłyszała, pani Vigée-Lebrun powiedziała: „Prawdziwe księżniczki znacznie łatwiej namalować”. Mimo to jej modelka pewnie była zadowolona z bardzo pochlebnego portretu, który maskował krótkie nogi i nadzwyczaj dużą głowę, a ponadto dodawał jej uroczy uśmiech.
Gdy proklamowano cesarstwo, bracia Karoliny wraz z żonami otrzymali tytuły książęce i tytuły cesarskich wysokości. Karolina pozostała jednak bez tytułu. Przyszła królowa Neapolu była wściekła. Pani de Rémusat wspomina: „Pani Bacciochi i Murat najwyraźniej oniemiały z powodu tej różnicy między nimi a szwagierkami. Szczególnie pani Murat z ledwością ukrywała swą urazę (...). Podczas obiadu zupełnie nie panowała nad sobą i kiedy kilka razy cesarz zwracał się do „księżnej” Ludwikowej (Hortensji), nie mogła powstrzymać łez. Wypiła kilka wielkich szklanek wody, żeby ochłonąć i próbowała coś zjeść, ale pod koniec szlochała na całego”.
Następnego dnia, jak informuje pani de Rémusat – która była w sąsiednim pokoju – Karolina odbyła w buduarze cesarzowej prywatną rozmowę z Napoleonem. Rozlegały się krzyki i szlochy. Karolina „zażądała wyjaśnień, dlaczego została narażona, ona i jej siostry, na niewytłumaczalną publiczną pogardę, podczas gdy obcych obsypuje się honorami i tytułami”. Cesarz odpowiedział chłodno: „Słuchając tego, można by pomyśleć, że okradłem cię z dziedzictwa naszego ojca króla”. Karolina sięgnęła wtedy po ostateczną broń i zemdlała. Ku wielkiemu zaskoczeniu Napoleon, który był uważany za jednego z najtwardszych mężczyzn świata, ustąpił wobec tej pospolitej sztuczki. Następnego dnia oficjalny dziennik „Monteiur” obwieścił: „Francuscy książęta i księżne otrzymują tytuł Ich Wysokości. Siostry cesarza będą nosiły ten sam tytuł”.
Karolinie i jej mężowi powodziło się bardzo dobrze. Cesarz dał księżnej Karolinie w prezencie noworocznym na 1805 rok 200 000 franków. Kilka tygodni później, kiedy urodziła drugą córkę, mąż ofiarował jej Pałac Elizejski (dziś oficjalna siedziba prezydenta Francji), a następnie przekazał łącznie niemal milion franków, żeby wykupiła dzierżawców i ogrodników, którzy mieszkali tam od rewolucji. Z listy cywilnej otrzymywała rocznie 240 000 franków. Szacowano, że w pierwszym roku cesarstwa całkowity dochód Karoliny i jej męża osiągnął blisko 1,5 mln franków.

### Okres cesarstwa
Po sprzeczkach nad jej tytułem podczas proklamacji cesarstwa Karolina doszła do wniosku, że więcej nie wyciśnie ze swojego sojuszu z bratem Józefem – nie mówiąc o Lucjanie Bonaparte. Dlatego gorliwie starała się zadowolić cesarza. Widząc, że brat pożądliwie obserwuje piękną, młodą damę dworu, panią Duchâtel, zdobyła jej zaufanie i robiła, co mogła, by zdobyć dziewczynę dla brata, podczas gdy Murat udawał miłość do Duchâtel, co miało odsunąć podejrzenia od Napoleona. Ich połączone wysiłki okazały się aż nazbyt udane. Karolina wydawała wystawne przyjęcia dla cesarza i dworu, szczególnie starając się, by ściśle przestrzegać nowej etykiety. Przybierała odpowiednio królewskie pozy, które jej wdzięczny brat opisywał jako „godne królowej”, ale pani de Rémusat nazywała je „sztywnymi”. Pod naciskiem żony Murat przyjmował każde zadanie, od noszenia korony cesarzowej Józefiny podczas koronacji do otwierania senatu. Cesarzowa Józefina zdawała sobie sprawę, że Karolina i jej mąż zaliczają się do jej największych wrogów.
15 marca 1806 roku Karolina i Joachim zostali parą wielkoksiążęcą Kleve i Bergu. Wielką księżnę Karolinę szczególnie ucieszył ten fakt, ponieważ w końcu dorównywała swojej siostrze Elizie, wielkiej księżnej Lukki.
Karolina wraz z mężem spędzała czas w Paryżu, gdy tylko mogła, oddając się mniej lub bardziej nagłośnionym romansom, podobnie zresztą jak Joachim. Wielka księżna mimo to, iż w 1805 roku urodziła czwarte dziecko, i pomimo sztywnej etykiety, która panowała w Pałacu Elizejskim, bawiła się dużo lepiej niż małżonek. Jeśli wierzyć Hortensji de Beauharnais, wielka księżna na krótko wzięła sobie kochanka adiutanta Murata, hrabiego de Flahauta, ale zwykle wdawała się w burzliwe romanse z ludźmi mającymi władzę i wpływy. Namiętny związek połączył ją z generałem Junotem zimą z 1806 na 1807 rok. Próżny, bezczelny i arogancki miał opinię bawidamka, a gdy jego żona była w ciąży, stale towarzyszył Karolinie w operze i chadzał z nią na kolejne bale (jako gubernator Paryża byłby użytecznym przyjacielem na wypadek śmierci Napoleona). Po powrocie z walk w Rosji cesarz upomniał Junota z powodu romansu z „tą głupiutką panią Murat” i nie dopuścił do pojedynku, który Junot miał stoczyć z Muratem. Romans wywołał wiele nieszczęść i niechęci, ale ostatecznie wielka księżna je zwalczyła. Junot nazywał ją Messaliną i ostrzegał przed Karoliną swoją żonę.

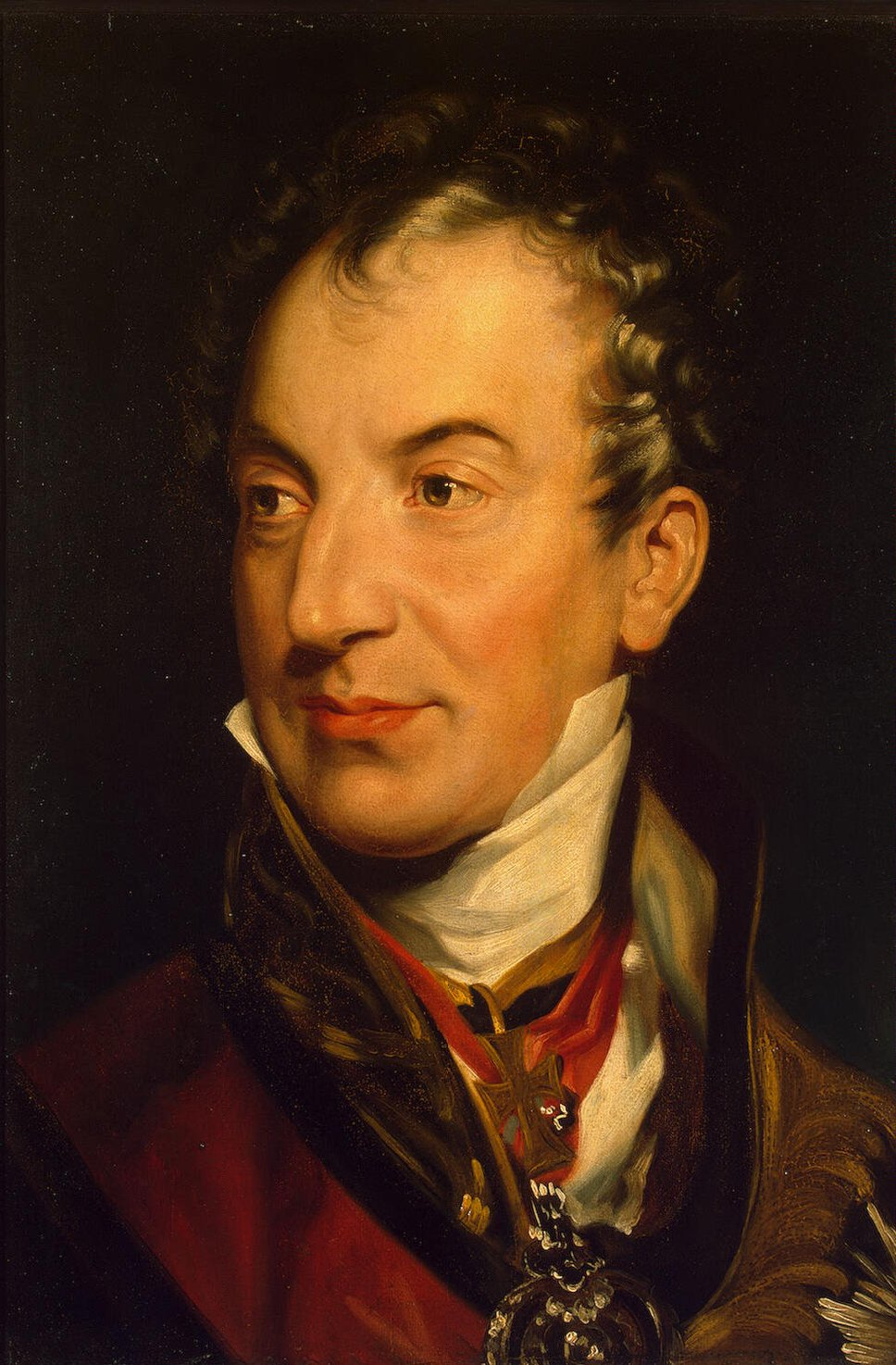
Metternich, ambasador austriacki, kochanek Karoliny.

Następnym kochankiem Karoliny został westfalski szlachcic w wieku około 35 lat, z falującymi blond włosami, rysami sokoła i zaraźliwie wesoły Klemens Lothar von Metternich, austriacki ambasador. Wielka księżna nigdy wcześniej nie miała kochanka interesującego się nauką, filozofią i muzyką, na dodatek był doskonałym tancerzem. Jego swobodne maniery przyjemnie kontrastowały z minami oraz postawami Joachima i Junota. Metternich był także doświadczonym uwodzicielem. Karolina szybko uległa jego urokowi. Ze swej strony ambasador, doskonale świadomy wartości romansu z siostrą Napoleona, wydawał się zaskakująco zaangażowany – nosił bransoletę uplecioną z jej włosów. Kochanka udawała, że dostarcza mu ważnych informacji, chociaż w rzeczywistości nie miały większego znaczenia. W późniejszym czasie Metternich starał się uratować Karolinę przed podzieleniem marnego losu brata. Niewątpliwie uczucie hrabiego dla Karoliny budzi tym większe zdziwienie, że uważał on rewolucję za „monstrualną katastrofę społeczną”. Prywatnie nienawidził nowego francuskiego społeczeństwa i jego przywódców, którzy mieli w nim niebezpiecznego przeciwnika. Murat stawał się coraz wścieklej zazdrosny o arystokratycznego ambasadora i gwałtownie kłócił się z Karoliną, jednak to ona wychodziła z tych awantur zwycięsko – oboje wiedzieli, że bez niej Joachim byłby zaledwie pożytecznym generałem jazdy.
Hortensja, którą z wielką księżną łączyła zarazem miłość i nienawiść, opowiada w swoich wspomnieniach, że Karolina miała „zdolność przyciągania i oczarowywania z kuszącym wdziękiem niewolnicy ze Wschodu. Niekiedy jednak pokazywała pazurki (...). Odważna, zdeterminowana, uczuciowa; urok, który kazał innym jej służyć, nie mógł jednak ukryć jej pragnienia całkowitej dominacji i zazdrości wobec cudzych sukcesów”. Talleyrand uważał, że wielka księżna „miała umysł Cromwella w ciele pięknej kobiety. Urodzona z silnym charakterem, wdzięczna, urocza, niewyobrażalnie pociągająca, nie miała jedynie daru ukrywania swej miłości do władzy”.
Skłonność Metternicha do Karoliny nie przeszkodziła mu w uwiedzeniu swawolnej pani Junot w Paryżu. Romans Karoliny i Metternicha trwał ponad dwa lata, póki wielka księżna nie położyła mu kresu w swoim niepowtarzalnym stylu, gdy ambasador wyjechał do Wiednia. Zamaskowana, zaczepiła Junota na balu i powiedziała mu, że znajdzie w buduarze żony szkatułkę z listami miłosnymi od Metternicha do jego żony – miejsce odkryła dzięki przekupieniu pokojówki pani Junot. Generał wpadł w wściekłość i prawie nie zabił małżonki. Całą tę historię później żona Junota spisała, ale nie może być uznawana za w pełni wiarygodną, ponieważ zażywała wtedy opium. Mimo to brzmi ona prawdziwie i odsłania mściwe okrucieństwo Karoliny.

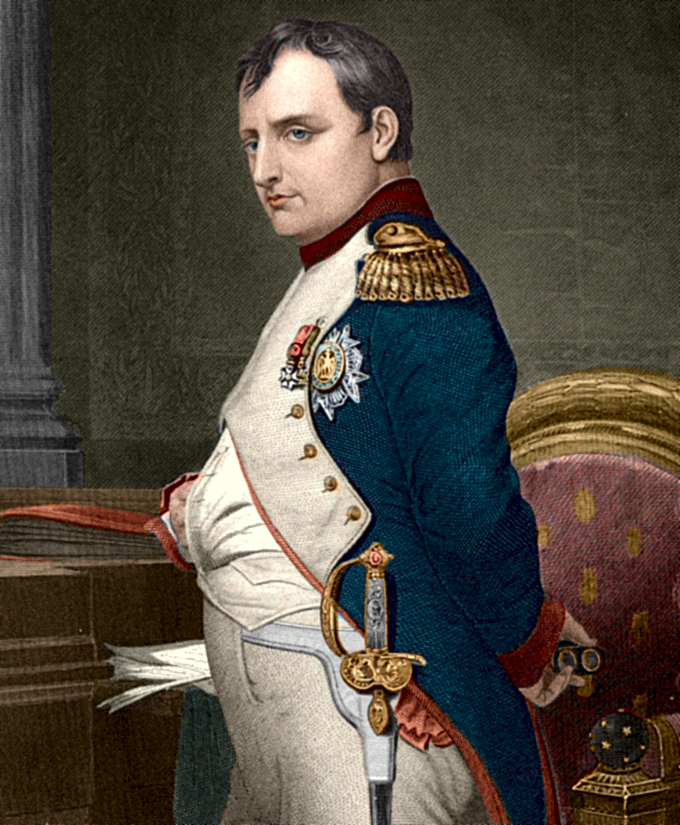
Napoleon I, brat Karoliny.

Gdy okazało się, że cesarzowa Józefina nie może dać cesarzowi potomka, Karolina zaraz zaczęła knuć przeciwko niej. Udało się jej nakłonić Fouchégo, by oznajmił Bonapartemu, że naród francuski domaga się od cesarza dziedzica i że pod jego oknami w Tuillerie można się spodziewać demonstracji. Józefina żyła w ciągłym strachu przed machinacjami Karoliny Murat, pomimo udawanej przez wielką księżną przyjaźni. W marcu 1807 roku Karolina i jej siostra Paulina bawiły cesarzową w święto w Malmaison amatorskim przedstawieniem teatralnym – śpiewały fałszywie, a jedna złośliwie śmiała się z występu drugiej.
Karolina i jej mąż byli nieusatysfakcjonowani, gdy Napoleon zamiast uczynić Joachima królem Polski, ustanowił Księstwo Warszawskie i oddał je sojusznikowi królowi Saksonii. Wówczas Muratowie skupili się na rozszerzeniu własnego wielkiego księstwa, mimo że rzadko je odwiedzali. Joachim i Karolina bezustannie starali się przypochlebiać Napoleonowi i organizowali wspaniałe rozrywki w Pałacu Elizejskim, ich prawdziwym domu w tamtym czasie. Pomimo wzajemnych częstych zdrad ambicja wytworzyła między mężem a żoną niezwykle silną więź.
Gdy wojska napoleońskie wkroczyły do Hiszpanii Muratowie mieli nadzieję na objęcie władzy w tym kraju. Joachim otrzymał list od cesarza, w którym pisał: „Planuję, że król Neapolu [Józef Bonaparte] będzie panował w Madrycie. Nadam ci Królestwo Neapolu lub Portugalii”. Napoleon dorzucił komentarz, który ukazuje jego opinię o zdolnościach Karoliny: „Z taką żoną jak Twoja zawsze możesz wyjechać, gdy wojna każe Ci znajdować się u mego boku; ona jest doskonale przygotowana do sprawowania regencji”. Joachim nie chciał przyjąć korony Portugalii. Potem nastąpiły ciężkie targi, prowadzone przez Karolinę. Nawet ta przebiegła kobieta nie mogła równać się ze swoim cesarskim bratem, który zmusił ją i jej męża do oddania mu Bergu oraz wszystkich francuskich posiadłości i pałaców (wartych 16 000 000 franków). W zamian 1 sierpnia 1808 roku Joachim został ogłoszony królem Obojga Sycylii Joachimem Napoleonem, ze stolicą w Neapolu.
Gdy Napoleon rozwiódł się z Józefiną postanowił się ożenić z arcyksiężniczką austriacką Marią Ludwiką. W drodze do Francji to właśnie Karolina miała towarzyszyć przyszłej cesarzowej. Od razu zraziła Marię Ludwikę do siebie zwalniając jej dawną guwernantkę i austriacką damę dworu. Królowa Neapolu błędnie donosiła mężowi, że arcyksiężniczka nie będzie sprawiać problemów.
W Neapolu królowa Karolina i król Joachim nie byli razem szczęśliwi. Karolina przyjechała trzy tygodnie po mężu do swojego nowego kraju. Królowa wprowadziła pompatyczny ceremoniał z dworu brata. Władcy zaczęli wydawać bale w Portici, neapolitańskim Fontainebleau, oraz w małym pałacu La Favorita nad morzem. Karolinę i Joachima czekało wiele problemów: pusty skarbiec, prowincja pełna partyzantów lojalnych wobec Burbonów, zagrażająca brytyjska flota i koszt utrzymania francuskiej armii okupacyjnej. Napoleona irytowało, że Joachim traktował jego niezwykle zdolną siostrę wyłącznie jako żonę i próbował zepchnąć ją na margines. Laura d’Abrantés mówiła, że „Joachim, jak wszyscy mężowie pantoflarze, głośno deklarował, że nie da się kontrolować żonie i nie stanie się drugim «Bacciochim (mężem Elizy Bonaparte)»”. Dodała, że „on i królowa stali się zaciekłymi wrogami i w pałacu w Neapolu trwał nieustający spór”. Listy Karoliny do cesarza – przejęte przez policję – w których często krytykowała męża, jeszcze bardziej rozdrażniły Murata. Doszło jednak do pojednania Karoliny z mężem, co zaowocowało ciążą.

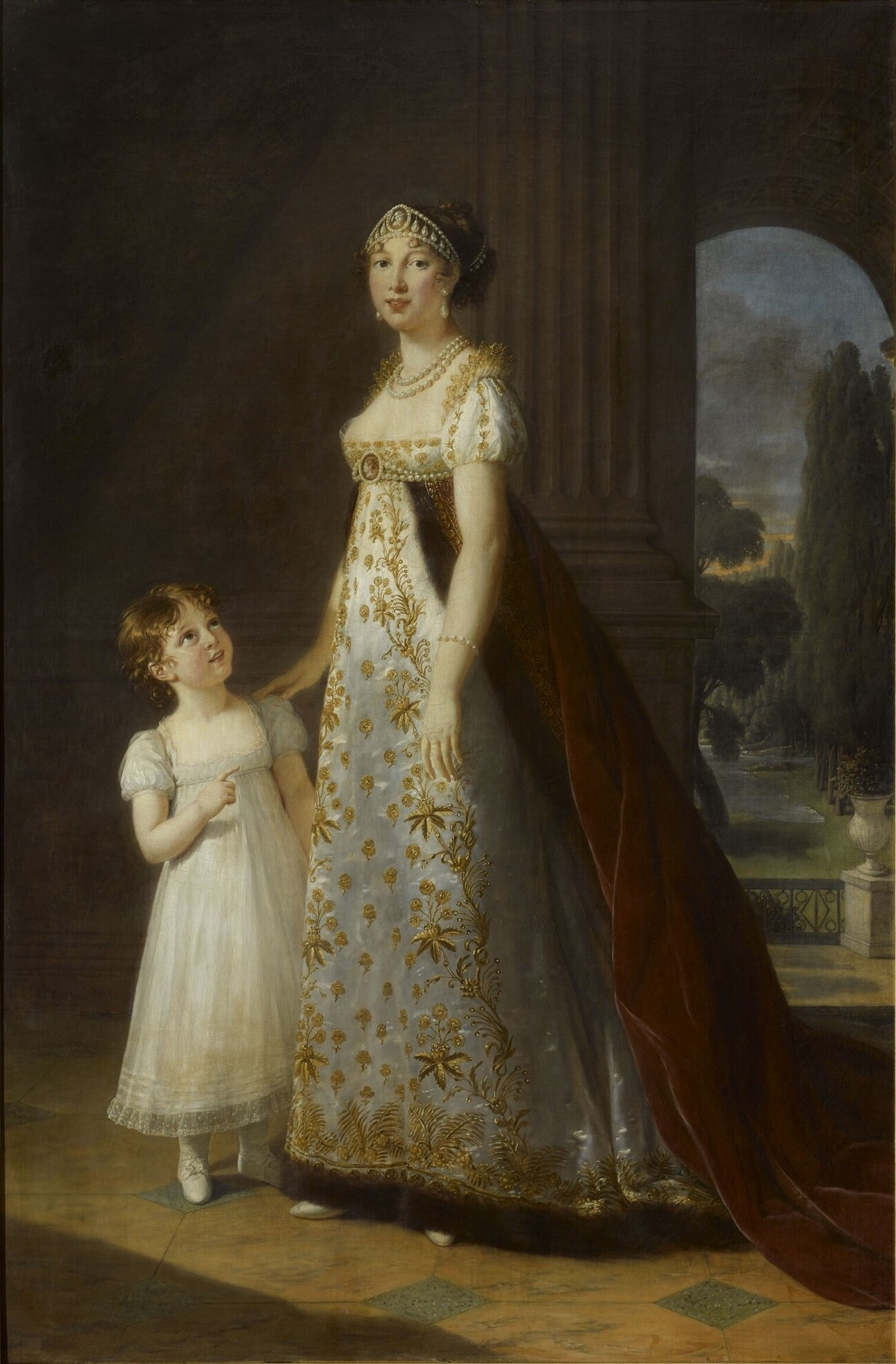
Karolina z córką Letycją (pędzla Élisabeth Vigée-Lebrun)

W sierpniu 1810 roku Karolina skarżyła się w liście do męża, że zbyt mało dam przybyło na jej przyjęcie urodzinowe w Palazzo Reale z powodu „biedy dotykającej wszystkie szlachetne rodziny, które nie mają dość pieniędzy, by kupić stosowne suknie, ponieważ ta przeklęta komisja rujnuje codziennie coraz więcej osób”. Królowa mówiła tu o komisji, która miała się zająć zniesieniem przywilejów feudalnych.
Karolina nadal sprzeczała się z mężem. W Neapolu krążyły pogłoski o jej kolejnym związku z otyłym i nieokrzesanym hrabią Hektorem Daure’em, ministrem wojny i marynarki. Powiadano, że król wydał swój dekret dymisjonujący cudzoziemców właśnie z myślą o Daure’em. Karolina gromadziła też wokół siebie bezkompromisowych zwolenników cesarza, którzy tworzyli stronnictwo francuskie w opozycji do partii italskiej. Gdy Joachim wyjechał na front, dochodziły do niego plotki, że Karolina jako regentka rządziła Neapolem z niepokojącą niezależnością i wzięła sobie nowy zastęp kochanków. Joachim wrócił pod fałszywym pretekstem, twierdził, że jego zdrowie nie pozwala mu brać udziału w dalszych walkach. Dwa dni po spotkaniu z Joachimem Karolina otrzymała szorstki list od brata: „Twój mąż, król Neapolu, szesnastego zdezerterował z armii. To odważny człowiek w boju, ale słabszy niż kobieta czy mnich, kiedy wróg nie przebywa w zasięgu wzroku. W ogóle nie ma odwagi moralnej. Pozostawiam tobie uświadomienie mu, jak bardzo jestem niezadowolony z jego zachowania”.
Po przegranej bitwie pod Lipskiem królowa Karolina, pod nieobecność męża, przyjęła na własną odpowiedzialność propozycję Austriaków, aby Muratowie stanęli przeciwko Napoleonowi. Ponadto nakazała przejąć wszystkie francuskie statki w neapolitańskich portach, skonfiskować całą francuską własność i rozpocząć okupację francuskich enklaw Pontecorvo i Benewent. 21 listopada pod jej naciskiem król Joachim poprowadził armię Neapolu na północ, chociaż nie podjął jeszcze decyzji o zaatakowaniu wicekróla Eugeniusza.
Co było do przewidzenia Karolina jako pierwsza opuściła tonący statek jakim był cesarstwo francuskie. Gdy Joachim wyruszył na północ Karolina zawarła sojusz z Austriakami, ponieważ straciła już nadzieję na ocalenie brata. 11 stycznia 1814 roku król Joachim podpisał traktat, który gwarantował królowi i jego dziedzicom wieczyste władanie królestwem w zamian za udostępnienie Austriakom 30 000 żołnierzy i zaatakowanie sił swojego szwagra we Włoszech z kolejnymi 60 000 ludzi. Para królewska wyreżyserowała scenę, która – jak bez wątpienia liczyli – miała się odbyć szerokim echem we Francji. Pani Récamier była z Karoliną w jej apartamentach, kiedy wpadł tak Joachim, zaraz po podpisaniu traktatu, i dramatycznie spytał żonę o zdanie. Karolina odparła: „Jesteś Francuzem, sire. Powinieneś być wierny Francji”. Murat gwałtownie otworzył drzwi wielkiego balkonu wychodzącego na morze i wykrzyknął: „Więc jestem zdrajcą”. Potem rzucił się na sofę, zasłonił twarz rękoma i zalał się łzami. Królowa przyniosła mu szklankę wody pomarańczowej z dodatkiem eteru, błagając, żeby się uspokoił. Do połowy lutego Joachim w sojuszu z Austriakami zajął całe środkowe Włochy i okupował zarówno Rzym, jak i Bolonię. Dokonał tego z całkowitym, choć starannie skrywanym pozwoleniem Karoliny Murat.
Traktat neapolitański zawarty przez męża Karoliny okazał się być nie tak trwałym jak się to im wydawało. Rozwiały się marzenia Muratów o zjednoczeniu Włoch i objęcia przez nich tronu. Padały propozycje, że powinni otrzymać jakieś pomniejsze księstwo, a Neapol oddać Burbonom. Gdy do Neapolu przyjechała matka Karoliny, Letycja, ta otrzymała ostrą reprymendę za zdradę brata. Kiedy argumentowała, że nie miała wpływu na Joachima, jej matka odpowiedziała: „Tylko po twoim trupie mąż miałby prawo uderzyć na twego brata, dobroczyńcę i pana!”. Wkrótce Karolina poinformowała matkę i innych członków rodziny przebywających w Neapolu, że muszą opuścić kraj.
Przyczyną pośpiesznego wyjazdu małżonków z Neapolu, jak i depresji Karoliny, była austriacka inwazja. Joachim wypowiedział wojnę Austrii. Karolina robiła, co mogła, żeby podtrzymać morale w Neapolu: wkładała mundur, dokonywała przeglądu wojsk, wydawała fikcyjne komunikaty. W końcu Joachim zbiegł z kraju na Ischię po przegranej bitwie pod Tolentino. Wściekła Karolina czekała w Palazzo Reale, aż wreszcie brytyjski okręt wywiózł ją na wygnanie. Feldmarszałek Adam Albert Neipperg przyjechał do Neapolu i oznajmił jej, że zostanie internowana w Trewirze. 25 maja wsiadła w Gaecie na pokład HMS „Tremendous”, zabierając dzieci i ich angielską guwernantkę. Neipperg poinformował radośnie Wiedeń, że rząd austriacki ma teraz w swojej mocy zakładniczkę, „królową, która była bardziej królem swego państwa niż ten głupiec, jej mąż”.

### Życie na wygnaniu i śmierć
Mąż Karoliny został pojmany i rozstrzelany przez swego rywala, króla Ferdynanda I, 13 października 1815 roku. Wdowa po nim zmieniła nazwisko na Lipony – wariacja słowa Napoli (Neapol) – i osiadła z dziećmi w nędznych warunkach koło Triestu. Karolina nie potrafiła żyć bez dominującego nad nią mężczyzny i potajemnie wyszła za mąż za żołnierza o szkockich korzeniach, generała Francesco Macdonalda, który kiedyś służył w neapolitańskim wojsku. Napoleona na Świętej Helenie zdenerwowały wieści o mezaliansie, ale bez wątpienia dzięki temu małżeństwu jego siostra o wiele szczęśliwiej spędziła resztę życia.
Karolina Murat, uboga w ostatnich latach życia – w 1830 roku pokłóciła się ze swoim bratem Hieronimem o pożyczkę – zdobyła finansowe zabezpieczenie tylko na kilka miesięcy pod koniec życia, kiedy rząd francuski przyznał jej pensję. Generał Macdonald zmarł w 1838 roku, więc otyła, samotna kobieta w średnim wieku szybko rzuciła się w ramiona francuskiego żigolaka Clavela. Podobnie jak wielu innych członków rodziny zabił ją rak żołądka. Zmarła we Florencji wiosną 1839 roku. Była przy niej jedna z córek i Hieronim, z którym się pogodziła.
Jedna z nadziei Karoliny nie spełniła się: jej syn Napoleon Achilles nie został następcą tronu Cesarstwa Francuskiego, gdyż Napoleonowi urodził się syn Napoleon Franciszek.
Z jej czworga dzieci tylko Lucien (1803-1878) odegrał większą rolę, szczególnie jako polityk za panowania kuzyna Napoleona III.